# Angélique (Oper)
Angélique ist eine Oper (Originalbezeichnung: „Farce“) in einem Akt von Jacques Ibert (Musik) mit einem Libretto von „Nino“ (eigentlich Michel Jean Veber). Die Uraufführung fand am 28. Januar 1927 im Théâtre Bériza (Théâtre Fémina) in Paris statt.

## Handlung
Die Handlung der Oper spielt in einem französischen Hafen vor Bonifaces Wohnhaus und Porzellanladen „Au Bonheur Fragile“ („Das zerbrechliche Glück“). Auf der anderen Straßenseite befindet sich das Haus seines Nachbarn Charlot. Boniface ist mit der jungen und schönen Angélique verheiratet, die ihm seit einiger Zeit das Leben zur Hölle macht. Sie beschimpft und schlägt ihn. Als er Charlot sein Leid klagt, rät dieser ihm von einer Scheidung ab. Viel besser wäre es, sie einfach an den nächstbesten Touristen zu verkaufen, auch wenn sie nicht mehr viel Wert habe. Charlot verspricht, die Sache in die Hand zu nehmen. Er spricht mit Angélique und redet ihr tatsächlich ein, dass es auch für sie von Vorteil sei, wenn sie verkauft würde. Anschließend hängt er ein Schild mit der Aufschrift „Frau zu verkaufen“ vor die Tür. Die Nachbarn beobachten das skeptisch. Zwei Klatschbasen stellen sich auf die Seite Angéliques und behaupten, Boniface habe Angélique misshandelt.
Der erste Kaufinteressent ist ein Italiener. Angélique begrüßt ihn mit einer verführerischen Vokalise, und man wird schnell handelseinig. Doch Boniface freut sich zu früh über die Abreise seiner Frau. Schon nach kurzer Zeit bringt sie der Italiener zurück, denn auch ihn hat Angélique übel zugespielt. Charlot hängt das Schild wieder auf – Zeit für weitere Kommentare der Nachbarn. Als Nächstes erscheint ein Engländer. Charlot stellt ihm die Vorzüge Angéliques vor und kann sie erneut verkaufen. Auch dessen Glück ist nur von kurzer Dauer. Angélique kehrt zurück und wird erneut zum Kauf angeboten. Wieder kommentieren die Nachbarn das Geschehen. Der dritte Interessent ist ein Afrikaner („der Neger“) auf Brautsuche. Charlot fragt ihn, wie viel er in seiner Heimat üblicherweise für eine Frau bezahlen würde – und verlangt das Doppelte für Angélique. Der Afrikaner schlägt ein, doch ihm geht es nicht besser als seinen beiden Vorgängern.
Boniface ist verzweifelt, dass er Angélique einfach nicht los wird. Er wünscht sie zur Hölle. Dieser Wunsch geht prompt in Erfüllung: Der Teufel persönlich holt Angélique ab. Boniface, Charlot und die Nachbarn feiern fröhlich – aber auch der Teufel bringt Angélique wieder zurück. Nun will sich Boniface verzweifelt das Leben nehmen. Doch Angélique hat sich verändert. Sie ist plötzlich sanftmütig und erklärt Boniface ewige Liebe. Der nimmt sie wieder auf. Alle jubeln. Zum Schluss hört man jedoch Bonifaces Stimme: „Sie ist noch immer zu verkaufen.“

## Gestaltung
Die Farce zählt zur Gattung des Melodrams, wie es am Anfang des 20. Jahrhunderts in Frankreich gebräuchlich war – allerdings nicht in der lyrischen Variante, der beispielsweise Igor Strawinskys Melodram Perséphone angehört. Stattdessen steht Iberts Werk durch seinen hohen Anteil an gesprochenem Text in der Tradition der Operetten von Jacques Offenbach oder Charles Lecocq. Es gibt zwanzig gesprochene und elf musikalische Szenen. Der rhythmische Sprechchor der Nachbarn, der von kurzen Orchestereinwürfen begleitet ist, dient als Überleitung zwischen den Gesangsstücken.
Die Harmonik ist durch „falsche Noten“, Bitonalität und einen fortwährenden rhythmischen „Drive“ gekennzeichnet. Die einzelnen Personen sind durch Anspielungen (Parodien) auf andere Musikspiele charakterisiert. So erinnert die Musik beim Auftritt des Italieners an die Opera buffa eines Gioachino Rossini, die des Afrikaners an Jazz und an orientalische Musik. Die Ankunft des Teufels kündigt sich wie diejenige des Méphistophélès in Berlioz’ La damnation de Faust durch einen Fortissimo-Schlag des Orchesters an. Die Texte Charlots parodieren Werke Corneilles und Racines.
Mit ihren leicht fassbaren Melodien über einer häufig dissonanten Begleitung und ihren lebendigen Tanzrhythmen galt Angélique für den Musikkritiker Ulrich Schreiber als „Wiedergeburt des alten Vaudevilles im Stil der zeitgenössischen Music-Hall“. Auch Ibert selbst hielt viel von seiner Oper, die er als innovativ bezeichnete. Er schrieb einmal, dass er die Stimmen bis an den Rand ihrer Möglichkeiten geführt und das Orchester nicht geschont habe, um mit einem Minimum an Instrumenten das maximale Ergebnis zu erreichen.

### Instrumentation
Die Orchesterbesetzung der Oper enthält die folgenden Instrumente:
- Holzbläser: zwei Flöten (2. auch Piccolo), Oboe, Klarinette in B und A, Fagott
- Blechbläser: Horn, Trompete, Posaune
- zwei Pauken, Schlagzeug: kleine Trommel, baskische Trommel, Becken, Gong, Rute, Holzblock, Triangel
- Klavier
- Streicher

## Werkgeschichte
Für seine Farce Angélique arbeitete Jacques Ibert mit seinem Schwager Michel Jean Veber, genannt „Nino“, zusammen, der zuvor bereits das Libretto zu seiner ersten Oper Persée et Andromède geschrieben hatte. Der Textentwurf mit dem Titel Femme à vendre entstand 1926 für das Théâtre Bériza in Paris. Er wurde von der Leitung des Theaters angenommen. Libretto und Komposition entstanden daraufhin in kurzer Zeit zwischen Februar und Mai 1926.
Bei der Uraufführung am 28. Januar 1927 im Théâtre Bériza (Théâtre Fémina) wurde Angélique mit Robert Siohans Oper Le baladin de satin cramoisi (Libretto: René Morax) kombiniert. Es sangen Marc Ducros (Boniface), Edmond Warnéry (Charlot), Max Moutia (Italiener), Steward Parker (Engländer), Robert Marvini (Neger), Palauda (Teufel), Marguerite „Magali“ Bériza (Angélique), Germaine Dubourdonne (1. Klatschbase) und Rose Daumas (2. Klatschbase). Die musikalische Leitung hatte Vladimir Golschmann, Regie führte Xavier de Courville, und das Bühnenbild stammte von Ladislas Madgyès. Die Aufführung wurde sehr gut aufgenommen.
Angélique entwickelte sich zu Iberts erfolgreichster Oper. Sie wurde üblicherweise mit anderen Einaktern kombiniert. Eine Wiederaufnahme am selben Haus gab es bereits am 21. November 1928 unter der musikalischen Leitung von Gaston Poulet. Am 2. Juni 1930 wurde das Werk von der Opéra-Comique übernommen (Dirigent: Albert Wolff, Ausstattung und Kostüme: René Moullaert, Inszenierung: Georges Ricou). Dort hielt es sich lange Zeit auf dem Spielplan und erlebte bis Ende 1972 insgesamt 110 Aufführungen.
Weitere wichtige Aufführungen waren:
- 1930: Krolloper Berlin – deutsche Fassung von Marie Pappenheim;[8] Dirigent: Alexander von Zemlinsky, Regie: Gustaf Gründgens, Bühnenbild: Caspar Neher; mit Bernhard Bötel, Margret Pfahl, Else Ruziczka und Leo Schützendorf
- 1936: Brno – in tschechischer Sprache[8]
- 1937: Wien – in französischer Sprache[8]
- 1937: New York[8]
- 1948: Buenos Aires – 1000. Aufführung; Dirigent: Jacques Ibert
- 1951: Hamburg – Dirigent: Horst Stein
- 1953: München – Dirigent: Kurt Eichhorn, Regie: Hans Zimmermann, Bühnenbild: Max Röthlisberger; Angélique: Rosl Schwaiger
- 1955: Mannheim
- 1958: Luzern
- 1970: Wiener Staatsoper im Redoutensaal – Dirigent: Hans Swarowsky, Inszenierung: Axel Corti, Ausstattung: Hubert Aratym, Angélique: Mimi Coertse, Karl Dönch, Murray Dickie – kombiniert mit dem von Richard Strauss instrumentierten Ballett Hommage à Couperin und Darius Milhauds Der arme Matrose[9][10]
- 1977: Wiener Kammeroper – mit Rossinis La cambiale di matrimonio; Dirigent: Harald Goertz, Regie: Erich Koller; Angélique: Dorothee Reingardt
- 1981: Düsseldorf
- 1983: Trier
- 1984: Carpentras Festival – Dirigent: Henri Gallois
- 1986: Lübeck – mit Ravels L’heure espagnole

## Aufnahmen
- 25. Januar 1954 – Tony Aubin (Dirigent), Orchestre Lyrique de l’ORTF Paris, Chœurs du Radio France.
 Lucien Lovano (Boniface), Roger Bourdin (Charlot), Pierre Giannotti (Italiener), Serge Rallier (Engländer), Jean Vieuille (Neger), Marcel Génio (Teufel), Géori Boué (Angélique), Gisèle Desmoutiers (1. Klatschbase), Yvette Darras (2. Klatschbase).
 Live, konzertant aus Paris.
 BOURG LP: BG 3010 mono (1 LP).[11]:7407
- 1994 – Reinhard Schwarz (Dirigent), Manfred Schnabel (Inszenierung), Babelsberger Filmorchester, Rheinberger Bürger.
 Thomas Bauer (Boniface), Lorenzo Carola (Charlot), Victor Gaviola (Italiener), Christoph Strehl (Engländer), Stefan Stoll (Neger), Alexander Pfitzenmeier (Teufel), Karine Bergamelli (Angélique), Christina Gahlen (1. Klatschbase), Ulrike Andersen (2. Klatschbase).
 Video; live aus Rheinsberg; vollständig, deutsche Fassung von Manfred Schnabel und Marie Pappenheim.[11]:7408
- März 1996 – Yoram David (Dirigent), Orchester und Chor des Teatro Massimo di Palermo.
 Carmelo Caruso (Boniface), Luis Masson (Charlot), Bruce Fowler (Italiener), Max René Cosotti (Engländer), George Hawkins (Neger), Renzo Casellato (Teufel), Gaëlle Méchaly (Angélique), Patrizia Orciani (1. Klatschbase), Tiziana Tramonti (2. Klatschbase).
 Studio-Aufnahme; vollständig.
 Fonit Cetra CD: PST 7001833, Warner Fonit 8573-83513-2 ZS (1 CD).[11]:7409